# Quipucamayoc

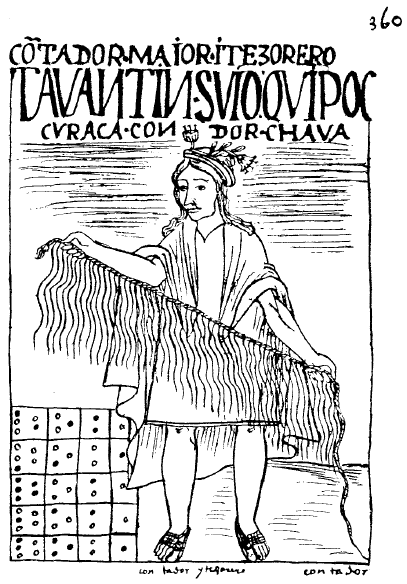
Representation d'un quipucamayoc (« déchiffreur de quipu »), selon l'ouvrage El primer nueva corónica y buen gobierno de Felipe Guamán Poma de Ayala (vers 1535–1616). Sa yupana, sorte de calculatrice, apparaît en bas à gauche.

Un quipucamayoc est un comptable dans l'empire inca. Pour tenir la comptabilité, en l'absence de système d'écriture, les quipucamayoc utilisaient des quipu, objets dont la logique est proche des bouliers, faits à base de cordelettes colorées comportant des nœuds. 

## Lesquipu
La justice redistributive de l'empire inca aurait été impossible sans le quipu qui facilitait le calcul exact des produits et des dépenses.
Le quipu était un système mnémotechnique de calcul, constitué d'une corde horizontale de laquelle pendaient d'autres cordes tressées de différentes couleurs et longueurs. Des nœuds étaient disposés sur ces cordes tressées, à des intervalles variables. Lorsque le quipu était déployé, ils se trouvaient en relation avec d'autres nœuds sur d'autres cordes. Les nœuds les plus proches de la corde principale indiquaient les milliers ou les centaines selon les types de calculs effectués. Les suivants sur la corde représentaient les centaines ou les dizaines et les nœuds inférieurs les dizaines ou les unités,.
De petits bâtons ou des brins de laine de couleur étaient attachés à la corde principale pour indiquer le type d'objet comptabilisé sur chaque quipu.

## Rôle desquipucamayoc
Ces comptables enregistraient au moyen des nœuds les quantités de laine ou de maïs engrangés dans les magasins royaux, le nombre de paires de sandales ou de ponchos que l'on en retirait et le nombre de naissances et décès dans chaque province.
Chaque quipucamayoc se spécialisait dans un domaine particulier (militaire, économique, démographique…) et transmettait ses enregistrements à son supérieur qui, à son tour, les passait à un collègue jusqu'à ce qu'ils arrivent à Cuzco où étaient détenus les comptes généraux de l'Empire.
Les quipu, véhiculés par des courriers impériaux sacrés parcourant le réseau des chemins incas, n'étaient utilisables et lisibles que par les quipucamayoc qui devaient initier un fils ou un disciple pour qu'il puisse les remplacer en cas de nécessité.